# Oskar von Ehrenthal

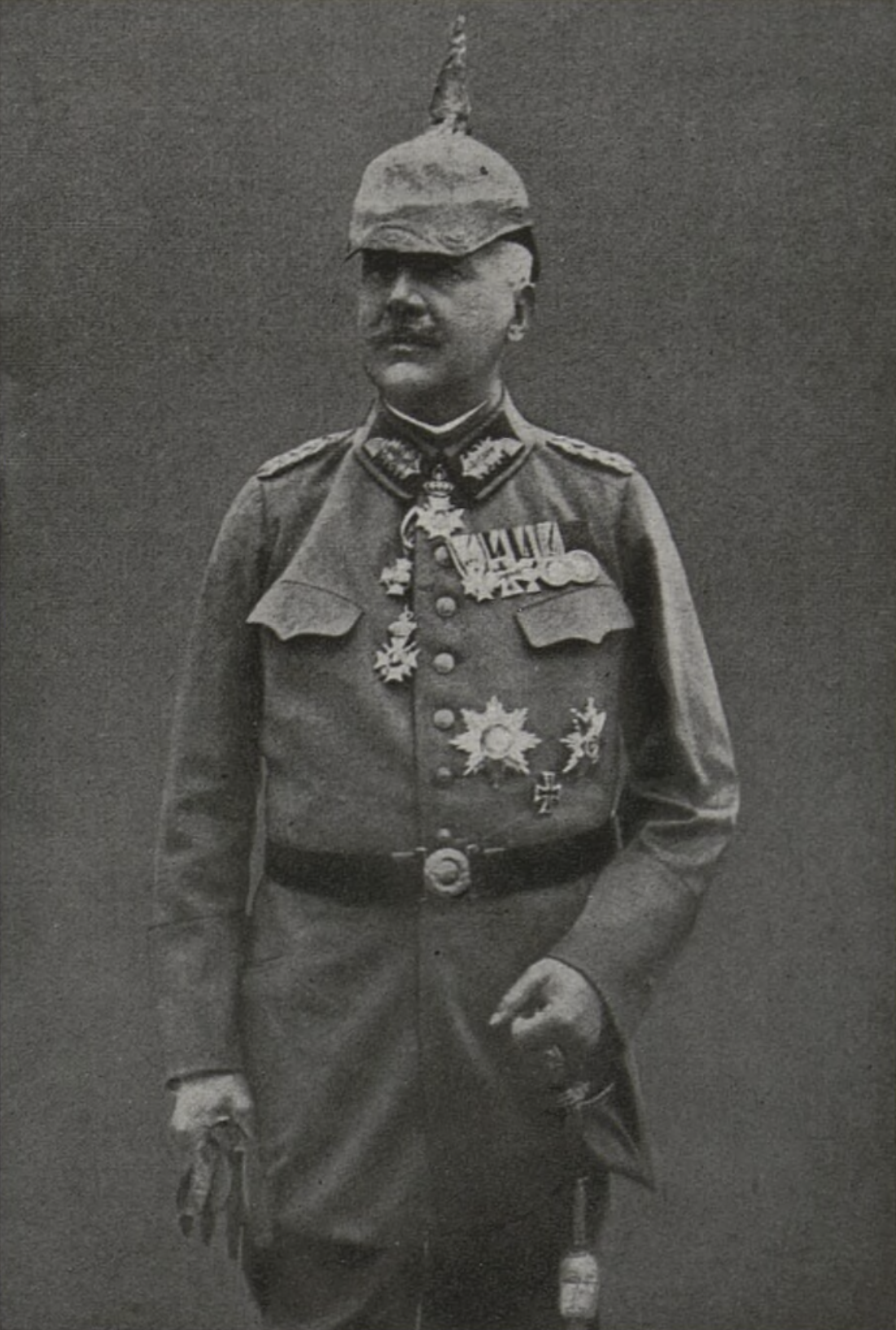
Oskar von Ehrenthal (c. 1917)

Oskar von Ehrenthal (* 15. August 1854 in Borna; † 9. November 1921 in Schloss Schönbach) war ein sächsischer General der Infanterie im Ersten Weltkrieg.

## Leben
Ehrenthal trat am 1. Oktober 1872 als Avantageur in das 2. Jäger-Bataillon Nr. 13 der Sächsischen Armee ein und wurde dort am 25. April 1873 zum Fähnrich ernannt. Für ein Jahr folgte vom 4. Oktober 1873 seine Kommandierung an die Kriegsschule Erfurt und nach der erfolgreichen Absolvierung seine Beförderung zum Sekondeleutnant am 10. Oktober 1874. In der Folgezeit versah Ehrenthal Dienst in seiner Stammeinheit, wo man ihn am 1. April 1881 zum Premierleutnant sowie am 16. März 1887 zum Hauptmann beförderte. Als solcher kam er kurz darauf am 1. April 1887 in das 3. Jäger-Bataillons Nr. 15 und fungierte dort bis 18. April 1896 als Kompaniechef. Anschließend ernannte man ihn bei gleichzeitiger Beförderung zum Major zum diensttuenden Flügeladjutanten des sächsischen Königs Albert. Von diesem Posten wurde Ehrenthal am 25. März 1899 abberufen und dann zum Kommandeur des II. Bataillons des 1. Leib-Grenadier-Regiments Nr. 100 ernannt. Zwei Jahre später folgte mit der Versetzung und der Übernahme als Kommandeur des 1. Jäger-Bataillons Nr. 12 auch die Beförderung zum Oberstleutnant. Als solcher kehrte er am 26. März 1903 in das Leib-Grenadier-Regiments Nr. 100 zurück, wurde zum Kommandeur ernannt und am 19. Mai 1903 Oberst. In dieser Stellung kommandierte man Ehrenthal am 27. Juli 1906 zur Vertretung des Kommandeurs der 3. Infanterie-Brigade Nr. 47 in Döbeln. Kurz darauf beauftragte man ihn ab 17. August 1906 mit der Führung und ernannte ihn schließlich unter gleichzeitiger Beförderung zum Generalmajor am 21. Mai 1907 zum Brigadekommandeur. Krankheitsbedingt war Ehrenthal vom 13. Januar bis 19. März 1911 nicht dienstfähig und während dieser Zeit beurlaubt. Nach seiner Gesundung ernannt man ihn zum Kommandeur der 1. Division Nr. 23 und beförderte Ehrenthal zum Generalleutnant. Als solcher wurde er am 13. September 1912 in Genehmigung seines Abschiedsgesuches zur Disposition gestellt.

### Erster Weltkrieg
Mit Ausbruch des Ersten Weltkriegs wurde Ehrenthal reaktiviert und zum Kommandeur der 24. Reserve-Division (2. Königlich Sächsische) ernannt. Diese führte er an der Westfront zunächst in der Schlacht bei Dinant, beim Angriff auf Namur sowie in der Winterschlacht in der Champagne. Nach deren Beendigung beförderte man Ehrenthal am 20. März 1915 zum General der Infanterie. Infolge einer Erkrankung wurde er am 31. März 1916 als Offizier von der Armee zur Verfügung gestellt. Er übernahm am 28. August 1916 als Kommandierender General das XXVII. Reserve-Korps (II. Königlich Sächsisches), das zu diesem Zeitpunkt an der Somme stand. Im November 1916 verlegte das Korps in den Abschnitt Narajowka an die Ostfront. Dort wurde Ehrenthal am 15. Juni 1917 durch ein Schrapnell schwer verwundet und musste, da er ein Auge verloren hatte, um die Enthebung von seinem Posten bitten. Man stellte ihn dann als Offizier von der Armee zur Verfügung und hob unter gleichzeitiger Stellung à la suite des 1. Leib-Grenadier-Regiments Nr. 100 am 6. Mai 1918 seine Mobilmachungsbestimmung auf.

## Auszeichnungen
- Komtur I. Klasse des Albrechts-Ordens[1]
- Sächsisches Dienstauszeichnungskreuz[1]
- Bayerischer Militärverdienstorden II. Klasse[1]
- Offizierskreuz des Ritterordens der Heiligen Mauritius und Lazarus[1]
- Großkreuz des Greifenordens[1]
- Komtur des Franz-Joseph-Ordens[1]
- Roter Adlerorden III. Klasse[1]
- Komtur des Hausordens vom Weißen Falken[1]
- Komtur I. Klasse des Herzoglich Sachsen-Ernestinischen Hausordens[1]
- Ehrenkreuz II. Klasse des Lippischen Hausordens[1]
- Orden der siamesischen Krone III. Klasse[1]
- Eisernes Kreuz (1914) II. und I. Klasse[1]
- Kronenorden I. Klasse mit Schwertern im Jahre 1915
- Pour le Mérite am 15. Juni 1917
- Militär-St.-Heinrichs-Orden
  - Ritterkreuz am 15. Oktober 1914[2]
  - Komtur II. Klasse 29. Oktober 1915[3]
- Großkreuz des Sächsischen Verdienstordens mit Schwertern am 15. Juni 1917